# Institut Smolny

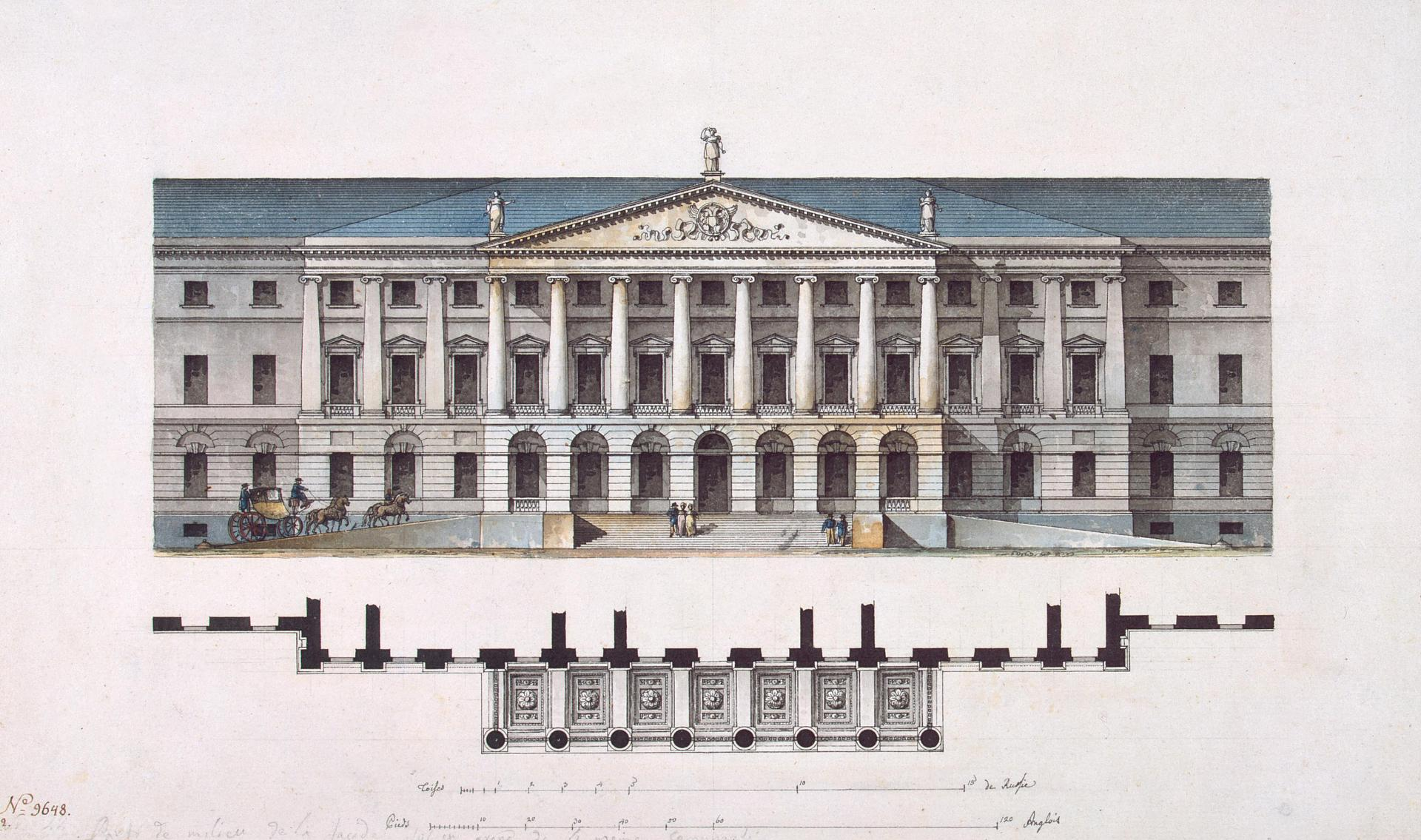
Le plan original de Quarenghi pour l'Institut Smolny (1806).

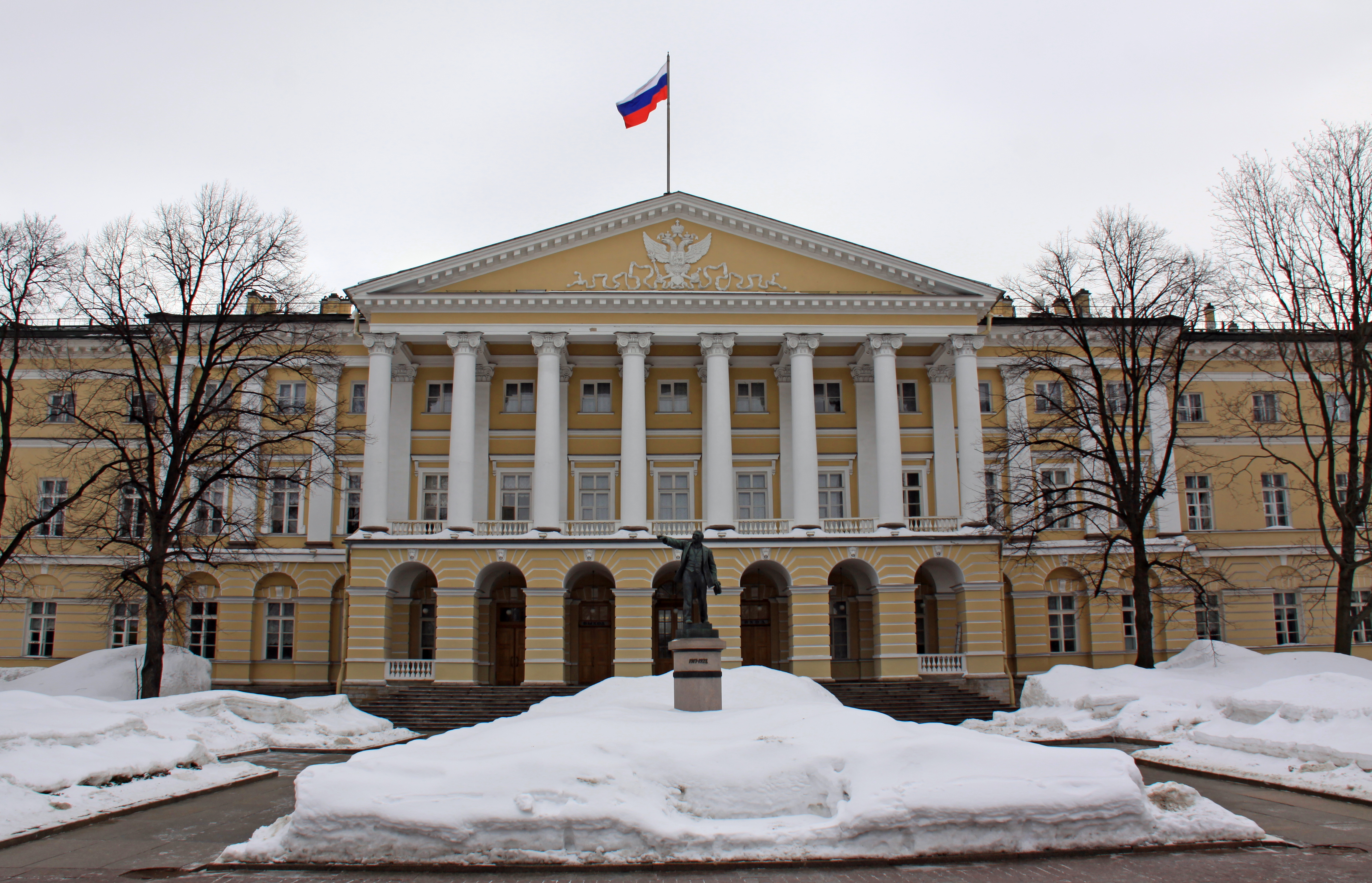
L'Institut Smolny.

L'Institut Smolny est un édifice palladien de Saint-Pétersbourg qui a joué un rôle majeur dans l'histoire de la Russie. 

## Construction
Le bâtiment a été commandé à Giacomo Quarenghi par la « Société pour l'éducation des jeunes filles nobles ». Établi à la demande instante d'Ivan Betskoï en  1764, l'institut est dirigé pendant plus de trente ans par madame de Lafont à l'image des demoiselles de Saint-Cyr en France. Le bâtiment actuel a été construit en 1806-1808 pour cette institution et a emprunté son nom au couvent Smolny des environs.

## Histoire
- Pendant la révolution russe de 1917, le bâtiment a été choisi par Lénine comme quartier général des bolcheviks. C'est de là que partit l'insurrection du 25 octobre[2]. C'était la résidence de Lénine pendant plusieurs mois, jusqu'au moment où le gouvernement soviétique a été déplacé au Kremlin de Moscou. Après cela, l'Institut Smolny devint le siège de la section locale du Parti communiste, dans les faits l'hôtel de ville.

- En 1927, un monument en hommage à Lénine a été érigé en face de l'immeuble.

- C'est dans l'institut même que Sergueï Kirov a été assassiné le 1er décembre 1934[3].

- Après 1991, l'Institut Smolny a été utilisé comme résidence du maire de la ville (gouverneur après 1996) et de l'administration de la ville. Vladimir Poutine y a travaillé de 1991 à 1997 dans l'administration d'Anatoli Sobtchak.